# (22490) Zigamiyama
(22490) Zigamiyama est un astéroïde de la ceinture principale.

## Description
(22490) Zigamiyama est un astéroïde de la ceinture principale. Il fut découvert le 11 avril 1997 à Nanyo par Tomimaru Okuni. Il présente une orbite caractérisée par un demi-grand axe de 2,53 UA, une excentricité de 0,14 et une inclinaison de 14,2° par rapport à l'écliptique.

## Compléments